# Nisse Jonsson
Nisse (Nils) Jonsson, även känd under smeknamnet Ritarn, född 1909 i Sala, död 1991, var en svensk målare och tecknare.
Jonsson bedrev konststudier såväl inom som utomlands. Han deltog i flera konstutställningar i Krakow och Warszawa under 1970-talet. I Paris ställde han ut en serie tuppar som var utförda i textil-serigrafi. Som illustratör illustrerade han bland annat Jan Fridegårds Torntuppen och en stor mängd posters och kort. 